# Буковски, Чарльз
Генри Чарльз Буко́вски (англ. Henry Charles Bukowski; 16 августа 1920, Андернах, Германия — 9 марта 1994, Лос-Анджелес, США) — американский литератор, поэт, прозаик и журналист немецкого происхождения. Представитель так называемого «грязного реализма». Автор более двухсот рассказов, включённых в шестнадцать сборников, шести романов и более тридцати поэтических книг.
Первые литературные опыты Буковски относятся к 1940-м годам, однако всерьёз писать он начал уже в зрелом возрасте — с середины 1950-х. Благодаря стихам, которые появлялись на страницах малотиражных поэтических журналов, издававшихся преимущественно в Калифорнии, Буковски стал заметной фигурой литературного андеграунда Америки. Более широкого признания он добился в конце 1960-х как автор колонки «Записки грязного старикашки» (Notes of a Dirty Old Man), выходившей в лос-анджелесской газете «Open City». В те годы за Буковски окончательно закрепился образ скандалиста, бабника и пьяницы, созданный и насаждаемый им в стихах и прозе. За пределами Соединённых Штатов о писателе узнали после публикации романа «Почтамт» (1971), который пользовался большой популярностью в Европе. Общеамериканскую известность Буковски завоевал только в 1987 году, когда на экраны США вышла картина «Пьянь». Фильм, в основе которого лежал полуавтобиографический сценарий Буковски, поставил режиссёр Барбет Шрёдер.
Буковски умер в 1994 году, однако и по сей день продолжают выходить его ранее не публиковавшиеся работы. К 2011 году издано две биографии писателя, выпущено десять сборников его писем. Жизнь и творчество Буковски стали темой нескольких документальных фильмов, а его проза неоднократно экранизировалась.

## Ранние годы
Чарльз Буковски (имя при рождении Генрих Карл Буковски, назван в честь отца) родился 16 августа 1920 года в немецком городе Андернах. Мать, немка Катарина Фетт (нем. Katharina Fett), была швеёй, отец — старшим сержантом американской армии, служившим на территории Германии в период Первой мировой войны и имевшим немецкие корни. Родители Чарльза поженились 15 июля 1920 года, незадолго до рождения сына; последствия экономического кризиса 1923 года вынудили их переехать, и семья перебралась в США, в город Балтимор.
Катарина начала называть себя «Кейт», чтобы её имя звучало по-американски, а сын превратился из Генриха в «Генри». Также было изменено произношение фамилии: «/buːˈkaʊski/» вместо «/buːˈkɒfski/». Отец Генри много работал, пока не накопил достаточно денег, чтобы перебраться с семьёй в Калифорнию, куда Буковски и переехали в 1924 году, осев в пригороде Лос-Анджелеса. Генрих устроился на работу в компанию по доставке молока, а Кейт долгое время оставалась безработной, семья сильно нуждалась в деньгах. Ребёнка одевали в традиционную немецкую одежду и запрещали играть с другими детьми, «чтобы не испачкаться»; отношения со сверстниками также ухудшала дислексия мальчика, которого вдовесок регулярно дразнили за его немецкий акцент. «Я был изгоем. Родители подстроили мне козу хуже некуда — купили индейский костюм, с перьями, головным убором и томагавком. И вот я с этим своим немецким акцентом стою разодетый, как чёртов индеец, а у всех остальных карапетов — ковбойские костюмы. Уж поверьте, круто мне пришлось».
Отец Генри был сторонником жёстких методов воспитания и регулярно избивал как сына, так и жену. Характе́рным примером его взаимоотношений с сыном служила садистская игра, подробно описанная в романе «Хлеб с ветчиной», автобиографической книге Ч. Буковски о его раннем детстве. Каждые выходные Буковски проводили генеральную уборку дома, и в одну из суббот Генри также был привлечён к работе: ему было дано указание подстричь газон перед домом столь тщательно, чтобы ни один стебель травы не торчал выше установленного уровня. Затем отец специально выискивал неподрезанную травинку и в качестве наказания избивал сына ремнём для правки бритвы, что повторялось каждые выходные в течение продолжительного времени. Мать Генри при этом оставалась безучастной, что впоследствии послужило причиной полного безразличия сына к ней. «Отцу нравилось пороть меня ремнём для правки бритвы. Мать его поддерживала. Грустная история», — описывал своё детство Ч. Буковски несколько десятилетий спустя.
В возрасте тринадцати лет у Чарльза начало развиваться тяжёлое воспаление сальных желёз — акне. Прыщи покрывали всё лицо, руки, спину, располагались даже в полости рта; Буковски описывал своё состояние как реакцию на ужасы своего детства, аналогичного мнения придерживался его биограф Говард Соунс, а также исследователь творчества и редактор Дэвид Стивен Калонн (англ. David Stephen Calonne). На фоне тяжёлой ситуации в семье и сложностей в общении с одноклассниками Чарльз начал посещать Публичную библиотеку Лос-Анджелеса, где серьёзно увлёкся чтением, которое осталось одним из его главных хобби на всю оставшуюся жизнь. К этому времени относится первая проба пера будущего писателя: Чарльз написал небольшой рассказ про пилота времён Первой мировой войны. «Насколько я помню, в самом начале я написал что-то про немецкого авиатора со стальной рукой, который сбил кучу американцев во время Первой мировой. Писал я ручкой, заполнил все страницы огромного блокнота на спирали. Мне тогда было лет тринадцать, и я валялся в постели весь в жутчайших чирьях — медики такого и упомнить не могли».
Один из немногих приятелей Чарльза познакомил его с алкоголем. «Мне нравилось быть пьяным. Я понял, что полюблю пьянство навсегда. Оно отвлекало от реальности», — впоследствии увлечение спиртным приведёт Чарльза к длительному запою, однако навсегда останется любимым увлечением и главной темой творчества. К данному времени также относится последний крупный разлад в отношениях Чарльза со своим отцом, положивший конец постоянным побоям первого. Глен Эстерли (англ. Glenn Esterly), журналист издания Rolling Stone, так описывал произошедшее:
В шестнадцать лет он однажды вечером явился домой пьяный, ему стало дурно, и он наблевал на ковёр в гостиной. Отец схватил его за шкирку и начал тыкать носом в лужу блевотины, как собаку. Сын взорвался, размахнулся как следует и врезал папе в челюсть. Генри Чарльз Буковски-старший упал и долго не вставал. После этого он ни разу не поднял на сына руку.
— выдержка из интервью с Ч. Буковски за 1976 год.

После окончания средней школы Буковски в течение непродолжительного времени посещал Городской колледж Лос-Анджелеса, изучая английский и журналистику, а также продолжал писать короткие рассказы. В 1940 году отец обнаружил спрятанные в комнате сына рукописи и, будучи в гневе от их содержания, выбросил их вместе со всеми вещами Чарльза. 
Началось с того, что по молодости я написал кое-что и спрятал в ящик комода. Отец нашёл — тут-то всё и завертелось. «Никому никогда не захочется читать такое говно!» И он был недалёк от истины.
После произошедшего инцидента Буковски покинул родительский дом, переехал и начал проводить бо́льшую часть своего свободного времени в питейных заведениях, вскоре был отчислен из колледжа. В 1941 году, проработав около полугода на различных низкооплачиваемых работах, Чарльз решил отправиться путешествовать по Америке, чтобы иметь возможность писать о «настоящей жизни» — так, как писал один из любимых авторов Буковски, Джон Фанте.

## Юность и начало творчества
Чарльз долго путешествовал по стране, посетив Новый Орлеан, Атланту, Техас, Сан-Франциско и многие другие города. Описания его многочисленных переездов и мест работы, которые Чарльзу приходилось часто менять, впоследствии легли в основу романа «Фактотум». В это же время Буковски первый раз попытался опубликовать свои произведения. Находясь под сильным впечатлением от рассказа «Отважный молодой человек на летающей трапеции» (1934) Уильяма Сарояна, Буковски отправил рассказ «Aftermath of a Lengthy Rejection Slip» в журнал Story, редактор которого занимался выпуском работ Сарояна. Материал был принят, и Чарльз получил письмо из редакции, в котором говорилось, что рассказ будет напечатан в мартовском выпуске 1944 года — начинающий автор был очень взволнован и обрадован данным событием, рисуя себе счастливое начало писательской карьеры. Буковски отправился в Нью-Йорк, чтобы увидеть его воочию, однако остался очень разочарован, поскольку рассказ был опубликован на последних страницах журнала, не войдя в основную часть издания. Данное событие столь сильно повлияло на автора, что он на длительное время забросил писательство, окончательно в последнем разочаровавшись. Только спустя два года следующая работа Буковски была опубликована: короткий рассказ «20 Tanks From Kasseldown» был напечатан в «Portfolio». За ним последовало несколько стихотворений в филадельфийском журнале «Matrix», однако читатели неблагосклонно приняли молодого автора. «Я бросил писать на десять лет — просто пил, жил и перемещался, и сожительствовал с дурными женщинами. <…> Собирал материал, хоть и не осознанно. Вообще забыл про писательство», — потерпев неудачу в литературном мире, Буковски вернулся в Лос-Анджелес жить с родителями. «Началось где-то в 1945-м. Я сдался. Не потому, что считал себя плохим писателем. Я просто подумал, что никак не проломиться. Отложил писательство с омерзением. Моим искусством стали пьянство и сожительство с женщинами».
В возрасте двадцати семи лет в одном из городских баров Чарльз знакомится с Джейн Куни Бейкер (англ. Jane Cooney Baker), тридцативосьмилетней алкоголичкой, на которой он женился. Впоследствии Бейкер стала одним из важнейших людей, вдохновивших творчество Буковски (книга «The Day Run Away Like Horses Over the Hills» будет посвящена её памяти, она также появится под различными псевдонимами в романах «Почтамт» и «Фактотум»), и величайшей любовью всей жизни писателя. Он так говорил о ней: «Она стала первой женщиной — вообще первым человеком, который принёс мне хоть немного любви».
В 1952 году Буковски устроился почтальоном в Почтовую службу США, на Терминал «Аннекс» (где проработал более десяти лет), и из-за постоянного пьянства спустя два года он попал с обильным кровотечением в больницу. «Я чуть не умер. Оказался в окружной больнице — у меня изо рта и задницы хлестала кровь. Я должен был умереть — и не умер. Потребовалось много глюкозы и десять — двенадцать пинт крови», — выйдя из больницы, Буковски снова вернулся к творчеству, однако пить так и не бросил. В 1955 году он развёлся с Бейкер и в этом же году снова женился, на этот раз на редакторе небольшого техасского журнала «Harlequin» Барбаре Фрай (англ. Barbara Frye). «Она была прекрасна — только это и помню. Некоторое время увивалась вокруг, но так ничего у нас и не получилось. Она не могла напиться, а я не мог протрезветь, „и вместе им не сойтись“. Наконец она вернулась в свой Техас, и больше я её не видел и не слышал о ней». Пара разошлась в 1958-м году.
Буковски, продолжая работать на почте, вплотную начал заниматься творчеством. Его работы публиковались в небольших журналах, таких как «Nomad», «Coastlines», «Quicksilver» и «Epos»; в это же время он познакомился с Джоном Эдгаром и Джипси Уэббами, основателями новоорлеанского издательства «Loujon Press», которое станет первым, выпустившим книги Буковски, поэтические сборники «It Catches my Heart in Its Hands» (1963) и «Crucifix in a Deathhand» (1965). Параллельно с этим супруги Уэбб начали издавать журнал The Outsider, публикации в котором к середине 1960-х принесли Буковски первую славу и признание в качестве поэта. К этому же периоду относится новый любовный роман начинающего поэта — в 1963 году Чарльз знакомится с Фрэнсис Смит (англ. Frances Smith), от которой через год у него родилась дочь, Марина-Луиза (англ. Marina Louise Bukowski); со Смит Буковски разошёлся в 1965-м.
В 1967 году Буковски принял предложение Джона Брайона писать авторскую колонку в газете «Open City», что укрепило его популярность в Калифорнии. В ходе работы на издание «Open City» Буковски не был обременён какими-либо конкретными темами или цензурой — он открыто и честно писал о своей жизни, ничего не приукрашивая. Откровенность автора позволила ему завоевать популярность среди своих читателей, многие из которых приезжали лично к Буковски, чтобы познакомиться. На основе колумнистики автора впоследствии будет выпущено два сборника рассказов — «Записки старого козла» (англ. Notes of a Dirty Old Man, 1969, рус. перевод 2006) и «More Notes of a Dirty Old Man» (2011).
Параллельно с этим в различных издательствах в печать выходят ещё около десяти небольших книг со стихами Буковски; к этому периоду также относится важнейшее, с точки зрения дальнейшей жизни поэта, событие — он познакомился с Джоном Мартином. Восхищённый работами поэта, Мартин решил стать его основным издателем и организовал Black Sparrow Press, планируя начать издавать стихи Буковски.

## Работа в издательстве Black Sparrow Press
В 1970-м году Мартин сделал деловое предложение пятидесятилетнему Буковски, убеждая его оставить службу на почте и всецело посвятить себя творчеству, гарантировав пожизненный ежемесячный доход в $100. Чарльз, недолго думая, принял данные условия. Буковски так рассказывал эту историю: 
Я писал себе и раньше, а он время от времени выходил на связь: «Пришлите мне ещё, давайте я посмотрю». И я ему что-то присылал. Наконец он говорит: «Я тебе так скажу, Хэнк». Я говорю: «Чего?» И он говорит... а при этом я тогда работал на почте уже одиннадцать с половиной лет… И вот он говорит: «Я тебе так скажу. Если ты бросишь свою почту, я буду платить тебе сто долларов пожизненно». Я говорю: «Чего?» А он: «Ну да. Если ты даже ничего больше не напишешь, я буду платить тебе по сто долларов в месяц всю оставшуюся жизнь». Я говорю: «Ну, это неплохо. Дай мне подумать чуток?» Он говорит: «Конечно». Не знаю, сколько я думал, — наверное, ещё пару пива выпил, а потом перезвонил ему и сказал: «Договорились».
Примечательным фактом является то, что «Записки старого козла» послужили одним из поводов для пристального внимания со стороны руководства почтового отделения (в котором на тот момент работал Буковски) к автору — и повлекли за собой определённого характера трудности. Как отмечает Говард Соунс, последовавшее несколькими годами позже увольнение Буковски со службы было спровоцировано отнюдь не предложением Мартина, а систематическими прогулами, о чём будущего писателя неоднократно уведомляли в установленном порядке, однако он игнорировал все предупреждения (упоминания об этом есть в заключительных главах «Почтамта»). Соунс отмечает также, что о таком положении дел Буковски не рассказал Мартину, когда принял его предложение.
Первой крупной работой Буковски после ухода с почты стал роман «Почтамт» (англ. Post Office, 1971, рус. перевод 2007), написанный им за три недели. Данный роман стал первым большим успехом Буковски-писателя — книга завоевала огромную популярность в Европе и впоследствии была переведена более чем на пятнадцать языков. Помимо прочего, в ходе работы над «Почтамтом» у Буковски окончательно сложится его авторский стиль письма, которого он в дальнейшем будет придерживаться во всех прозаических произведениях. Как отмечает Говард Соунс, Буковски научился писать в откровенной, честной манере с использованием множества диалогов благодаря тому, что был знаком с творчеством Эрнеста Хемингуэя и Джона Фанте; именно у последнего Буковски перенял идею разбития текста повествования на очень мелкие части. Первый роман писателя получил, в основном, положительные отклики в прессе, отдельно критики отметили юмор произведения и детализированность описания рутины почтового служащего. После выпуска «Почтамта» Black Sparrow Press стало основным издательством, в котором стал печататься Буковски: «У него имелась репутация самого влиятельного поэта-бунтаря, и с этого момента книги хлынули из него сплошным потоком, начиная с романа о кошмаре бюрократии „Почтамт“, который Буковски написал всего за двадцать ночей в обществе двадцати бутылок виски».
Продолжая, однако, быть верным небольшим книгопечатным компаниям, Чарльз параллельно продолжал рассылать некоторые стихи и рассказы по маленьким литературным журналам. В печать вышли три поэтических сборника и две книги рассказов. Первая из них — «Эрекции, эякуляции, эксгибиции и истории обыкновенного безумия» (англ. Erections, Ejaculations, Exhibitions and General Tales of Ordinary Madness, 1972), которая впоследствии будет разделена издателем на две книги, «Истории обыкновенного безумия» (англ. Tales of Ordinary Madness, 1983, рус. перевод 1999) и «Самая красивая женщина в городе» (англ. The Most Beautiful Woman in Town, 1983, рус. перевод 2001). В редакции 1972 года книга была позитивно воспринята читателями и стала весьма популярной в области залива Сан-Франциско. Второй вышедший сборник, «Юг без признаков Севера» (англ. South of No North, 1973, рус. перевод 1999), примечателен для читателя тем, что автор в большей мере отошёл от автобиографических очерков — книга, по его утверждению, в основном состояла из выдуманных историй.
Следующий роман, «Фактотум» (англ. Factotum, 1975, рус. перевод 2000), был отражением тех лет, когда Буковски исключительно пьянствовал и менял работы чаще, чем перчатки. В интервью журналисту The London Magazine писатель отмечал, что идея написать «Фактотум» возникла после прочтения автобиографической повести Джорджа Оруэлла «Фунты лиха в Париже и Лондоне»
о скитаниях по дну европейских столиц. Буковски воскликнул: «Этот парень думает, будто что-то повидал? Да, по сравнению со мной, его только царапнуло». «Фактотум», как и первый роман Буковски, был положительно встречен критикой — автора хвалили за реалистичность описаний жизни «низшего класса», иронию по отношению к работе, в числе достоинств отмечали прямоту и искренность Буковски. К этому времени также относятся первые после развода длительные любовные отношения Чарльза с американской поэтессой и скульптором Линдой Кинг; пара была вместе с 1970-го по 1973 год. Отношениям с Кинг посвящена книга Буковски «Me and Your Sometimes Love Poems» (1972).
С момента выпуска «Фактотума» вышли ещё четыре сборника поэзии, а в 1978 — роман «Женщины» (англ. Women, 1978, рус. перевод 2001), основной темой которого стали многочисленные любовные интриги Буковски. К созданию книги писателя подтолкнуло прочтение «Декамерона» Джованни Боккаччо; Буковски говорил, что одна из мыслей произведения — «секс настолько смехотворен, что с ним никому не справиться» — особенно сильно повлияла на его «Женщин». Писатель так описывал готовящийся к публикации роман:
Назову его «Женщины». Вот хохоту будет, если я его напишу. И должен быть хохот. Но там нужно быть очень честным. Некоторым знакомым женщинам не надо про это знать. Но кое-что сказать охота... Только заявлять о нём не буду! У меня тогда неприятности начнутся.
 Книга оказалась более продаваемой, чем все выпущенные до неё работы Буковски, однако она неоднократно подвергалась критике за сексизм. Сам автор, впрочем, подобные претензии отрицал, говоря: «Образ этот [женоненавистника] кочует из уст в уста у тех, кто не прочёл всего, всех страниц. Это, скорее, такое сарафанное радио, сплетни». За пару лет до выхода романа на одном из поэтических чтений Буковски познакомился с Линдой Ли Бегли (англ. Linda Lee Beighle), владелицей небольшой закусочной, — с Бегли в 1985-м автор заключил ставший для него последним брак.
После «Женщин» было выпущено ещё четыре книги поэзии, а в 1982 — роман «Хлеб с ветчиной» (англ. Ham on Rye, 1982, рус. перевод 2000), в котором Чарльз сконцентрировался на своём детстве. Сам Буковски называл книгу «романом ужасов» и отмечал, что писать её было сложнее прочих — из-за высокой «серьёзности» текста автор, по собственному утверждению, старался сделать его посмешнее, чтобы скрыть все ужасы своего детства.
Далее последовали три сборника рассказов и несколько книг с поэзией; в числе первых — книга «Музыка горячей воды» (англ. Hot Water Music, 1983, рус. перевод 2011), основными темами которой станут привычные для Буковски сюжеты: «Там есть всё, за что мы любим старика Генри Чинаски: ирония, драйв, секс, алкоголизм и щемящая нежность». Иного мнения придерживался первый биограф писателя, Нили Черковски, отмечая, что «Музыка горячей воды» является весьма необычной для Буковски книгой — демонстрирующей новый, более свободный стиль письма. Сам Буковски говорил: «Эти истории сильно отличаются от выпущенных ранее. Они чище, ближе к правде. Я стараюсь, чтобы текст выходил прозрачным. И мне кажется, что получается».
Следующей книгой автора станет роман «Голливуд» (англ. Hollywood, 1989, рус. перевод 1994), в котором Буковски описал работу над сценарием для фильма «Пьянь» и процесс киносъёмок. Под вымышленными именами в романе неоднократно упоминаются задействованные в производстве картины люди — Джек Бледсоу (Микки Рурк), Франсин Бауэрс (Фэй Данауэй), Джон Пинчот (Барбет Шрёдер) и некоторые другие. Сам Буковски же весьма позитивно отзывался о своей книге: «Голливуд в четыреста раз хуже всего, что о нём написано. Конечно, если я его [роман] закончу, на меня, вероятно, подадут в суд, хоть там и всё правда. Тогда я смогу написать роман о судебной системе».

Последние годы жизни ознаменовались выходом в печать ещё трёх сборников стихов; роман «Макулатура» (англ. Pulp, 1994, рус. перевод 1996) Чарльз дописал незадолго до смерти, однако книга была выпущена уже после кончины писателя. Соунс отмечал, что Буковски в конечном итоге исчерпал все сюжеты из собственной жизни — и принялся за новый для себя жанр, детектив, исключив элементы автобиографического характера. В то же время, однако, в произведении фигурирует несколько лиц, списанных Буковски со своих друзей — Джон Мартин (фигурирующий в романе под именем «Джон Бартон»), Шолом Стодолски (близкий друг автора, в книге появляется под псевдонимом «Ред»), а также издательство Black Sparrow Press, отражённое в тексте «Макулатуры» в образе «Красного Воробья». Помимо этого книга содержит массу иронических замечаний и шуток над привычным Буковски персонажем — Генри Чинаски; повествование романа тесно переплетается со многими ранее опубликованными работами автора — по большей части в разрезе самоиронии. «Макулатура» для Буковски была в определённом смысле творческим экспериментом; он говорил так: 
Издатели нервничают, потому что книга бьёт сильно через край. По-моему, они там меня слишком полюбили, так что я их этой «Макулатурой» немножко пощекочу. Меня либо распнут, либо все начнут писать, как я. За это стоит выпить!..

## Смерть

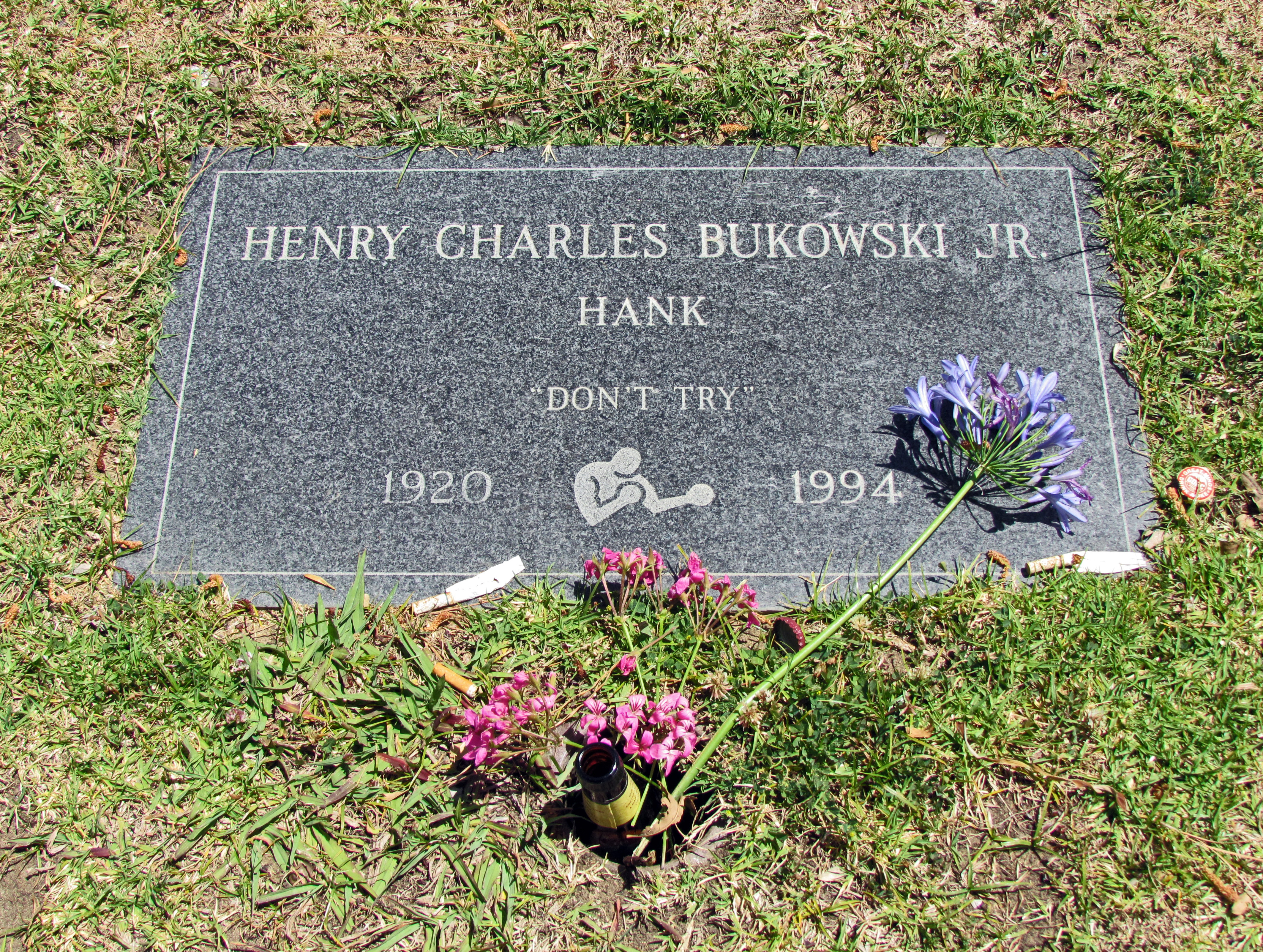

Писатель тяжело болел, начиная с 1988 года. В 1993 году ремиссия болезни прекратилась, и Буковски был переведён в госпиталь, где пробыл некоторое время, пока врачи не сошлись во мнении, что наиболее комфортно он будет чувствовать себя дома, в Сан-Педро. Писатель быстро слабел и уже не мог написать ни строчки — он знал, что вскоре умрёт. На протяжении всей творческой карьеры Буковски был уверен, что смерть придёт в тот момент, когда он не сможет больше творить; за четыре года до смерти писатель говорил: «Если я перестану писать, значит, я умер. Умру — вот и остановлюсь». Иммунная система была практически разрушена; сначала Буковски диагностировали пневмонию, переведя обратно в больницу для лечения, где писателю был поставлен диагноз «лейкемия». В 11 часов 55 минут 9 марта 1994 года в возрасте 73 лет Чарльз Буковски умер.
Писатель был похоронен в городе Ранчо Палос Вердес, в Green Hills Memorial Park, недалеко от дома, где провёл последние годы жизни. На надгробной плите в качестве эпитафии выгравирована надпись «Не пытайся» (англ. DON'T TRY) и изображён боксёр в боевой стойке.

## Личная жизнь
Чарльз Буковски был трижды женат. В первый раз женился в возрасте двадцати семи лет в 1947 году на Джейн Куни Бейкер. Бейкер была на десять лет старше своего мужа, к моменту их встречи она страдала алкоголизмом, что сблизило её с Буковски. Пара много скандалила и несколько раз расходилась, они развелись спустя восемь лет. В том же году (1955) писатель женится во второй раз на Барбаре Фрай, редакторе небольшого литературного журнала. С Буковски они познакомились посредством писем: Фрай восторженно приняла творчество поэта и захотела с ним увидеться, после чего у них незамедлительно завязались романтические отношения. 
В итоге мы поженились <...> Я её не любил. Если женщина не получает от тебя какой-то выгоды — славы, либо денег, — она тебя терпит лишь докуда-то. А из нашего брака она не получала ничего — ни славы, ни денег. Я ничего ей не предложил. <...> Я был завязан на себя, на свою писанину. Вообще ей ничего не давал, вот и огрёб. Она тут не виновата, хотя и она мне особо ничего не давала.
Брак с Фрай продлился до 1958 года. Спустя пять лет Буковски непродолжительное время встречался с Фрэнсис Смит, поклонницей его творчества, с которой он длительное время переписывался, пока в 1963 они наконец не встретились. От Смит у писателя родится дочь — Марина-Луиза Буковски; вскоре, однако, они разойдутся, так и не сочетавшись законным браком. «Вскоре после этого я получил от Фэй [под данным именем в романе „Почтамт“ фигурирует Фрэнсис Смит] письмо. Она и ребёнок теперь жили в коммуне хиппи в Нью-Мексико. Славное местечко, писала она. Марина хоть сможет тут дышать. В письмо она вложила маленький рисунок, который девочка для меня нарисовала», — описывал Буковски их расставание.
Со своей последней женой, Линдой Ли Бегли, писатель познакомится в процессе написания романа «Женщины», случайно заехав в принадлежащую Бегли закусочную. (Согласно источнику [8], это было в 1976 году на чтении в месте под названием The Troubadour.) До свадьбы их роман длился около семи (9?) лет; в 1985-м году они поженились. Журналистка «Village View» так описывала Бегли: «В девичестве Линда Бегли уехала из дому и основала ресторанчик здоровой пищи — такие во множестве усеивали весь Л.-А. в 1970-х годах. Хотя своё заведение в Редондо-Бич Линда закрыла в 1978 году, за два месяца до того, как „Хэнк“ сделал ей предложение, она утверждает, что по сию пору даёт супругу советы о правильном питании. Ей удалось убедить его отказаться от красного мяса и существенно ограничить жидкий рацион вином и пивом».
Писатель считал политику бессмысленной и никогда не голосовал. Он говорил так: «Политика — это как женщины: увлечёшься ею всерьёз, и в конце окажется, что ты эдакий дождевой червяк, раздавленный башмаком докера».
Аналогичного мнения он придерживался касательно современных ему американских «левых»: «Все они эдакие откормленные дурачки из Вествуд-Виллидж, только и делают, что лозунги голосят. Всё радикальное подполье — это газетная шумиха, сплошная трепотня; и любой, кто туда заныривает, быстро отваливает к тому, что повыгодней».
Так же негативно Буковски отзывался о популяризации ЛСД, считая данное увлечение прерогативой «Недоумочной Массы».

## Скачки и классическая музыка

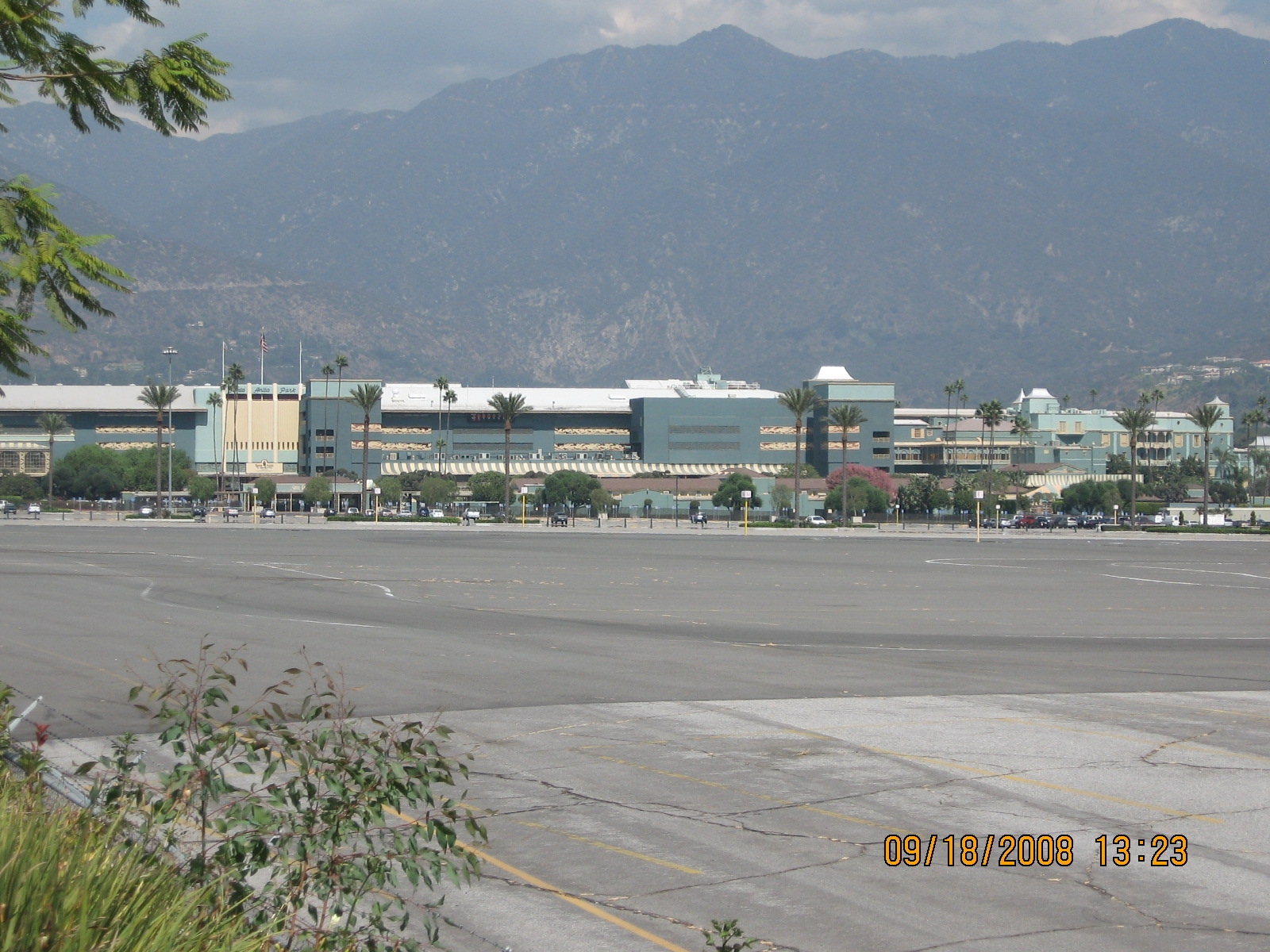
, подробно описанный в романе «Почтамт»

Помимо алкоголя, к которому Буковски испытывал тягу на протяжении всей жизни, двумя другими страстными увлечениями писателя были классическая музыка и игра на скачках.
Классическая музыка для Чарльза Буковски всегда была неотъемлемой частью творческого процесса. «Я люблю классику. Она есть, но её нет. Она не поглощает собой работу, но присутствует в ней». По словам писателя, одной из причин, по которой он так полюбил музыку, было то, что она помогала ему выжить; говоря о времени, описанном в «Фактотуме», Буковски вспоминал: «Хорошо было по вечерам возвращаться с фабрик домой, раздеваться, забираться в темноте на кровать, наливаться пивом и слушать». Любимым композитором писателя был Ян Сибелиус, которого Буковски ценил за «страсть, которая тебе фары вышибает».
В отношении скачек, преимущественно в начале писательской карьеры, Буковски говорил, что посещение ипподрома для него — вопрос исключительно финансовой заинтересованности; он считал, что это может позволить ему выигрывать столько, «чтобы уже не работать на скотобойнях, почтамтах, в доках, на фабриках». Впоследствии данное увлечение стало попыткой заменить пьянство, однако она не сработала. Отношение к игре в дальнейшем претерпело изменение, и несколько лет спустя Буковски уже говорил, что скачки для него — стимул для писательства:

Однажды приходишь домой с бегов… обычно лучше при этом сотню долларов проиграть <…> Проиграть сотню долларов на бегах — большая подмога искусству.— 
Для Буковски бега стали испытанием — он говорил, что лошади учат, есть ли у человека сила характера; игру на скачках писатель называл «мучением», но всегда подчёркивал, что из них набирается материал. «Если я поеду на бега и меня там хорошенько тряхнёт, я потом вернусь и смогу писать. Это стимул», — Буковски отдельные эмоции испытывал не только от игры, но и от самих ипподромов; писатель говорил, что вглядываясь в лица, особенно проигрывающих, многое начинаешь видеть в ином свете.

## Творчество
На протяжении всей жизни Ч. Буковски очень много читал, однако быстро разочаровался в существующих писателях и поэтах, что отчасти послужило причиной к началу собственного творчества. Несмотря на то, что Буковски практически всегда крайне негативно относился к поэтам, ряд авторов он выделял из общей массы и восхищался ими.
Величайшими из современников Буковски называл Эзру Паунда, Т. С. Эллиота; из пишущих современников — Ларри Айгнера, Джеральда Локлина и Рональда Кёрчи. В начале своей писательской карьеры примерами для подражания он называл Д. Г. Лоуренса и Томаса Вулфа — в дальнейшем, впрочем, Буковски в последних разочаровался, назвав их «нагоняющими скуку». Писатель также высоко отзывался о раннем Дэвиде Сэлинджере, Стивене Спендере, Арчибальде Маклише — однако говорил, что восхищали его они вначале, а потом наскучили. Писателями, которые быстро испортились, но «хорошо начинали», Буковски считал Эрнеста Хемингуэя и Шервуда Андерсона. Классикой Буковски считал работы Ницше, Шопенгауэра и раннего Селина.
К писателям, наиболее сильно повлиявшим на его творчество, Буковски относил Луи-Фердинанда Селина, Джона Фанте и Уильяма Сарояна.
В статьях, посвящённых Ч. Буковски и его творчеству, писателя зачастую ошибочно причисляют к битникам. Несмотря на то, что даже некоторые современники поэта рассматривали его в качестве представителя бит-поколения, поздние исследователи данной группы поэтов отмечают, что Буковски, в сущности, никогда к ним не принадлежал. Сам Буковски придерживался аналогичного мнения — в ходе интервью в 1978 году он говорил: «Я одиночка, я занимаюсь своим. Бесполезно. Всё время спрашивают меня про Керуака, и неужели я не знаком с Нилом Кэссади, не был ли я с Гинзбергом и так далее. И я вынужден признаваться: нет, всех битников я пробухал; я тогда не писал ничего».
Девид Стивен Калонн так описывал Буковски: 

Идеологии, лозунги, ханжество были его врагами, и он отказывался принадлежать к любой группе, будь то битники, «исповедальники», «Чёрная гора», демократы, республиканцы, капиталисты, коммунисты, хиппи, панки. Буковски протоколировал глубочайшие свои психологические и духовные страдания в собственном неподражаемом стиле.— 
Буковски неоднократно признавался, что писал, по большей части, находясь в состоянии опьянения. Он говорил: «Я пишу трезвым, пьяным, когда мне хорошо и когда мне плохо. У меня нет никакого особого поэтического состояния». В процессе письма, помимо прочего, Буковски практически никогда не редактировал и не исправлял, только изредка вычёркивал строки, которые были плохи, но ничего не добавлял. Процесс корректуры был характерен исключительно для поэзии, прозу же автор писал в один присест, не меняя написанного. О процессе создания произведения Буковски говорил, что никогда специально ничего не придумывает, себя он воспринимал фотографом, описывающим то, что видит, и то, что с ним происходит.

### Основные темы
Подавляющая часть произведений Ч. Буковски представляет собой автобиографическое творчество. В поэзии и, в особенности, в прозе наиболее часто фигурирует alter ego писателя, его лирический антигерой — Генри Чинаски. Писатель уклончиво отвечал о том, можно ли поставить знак равенства между ним и Чинаски: «Они знают, что это Буковски, но, если даёшь им Чинаски, они как бы могут сказать: „О, какой же он клёвый! Называет себя Чинаски, но мы-то знаем, что это Буковски“. Тут я их как бы по спинке похлопываю. Они это обожают. Да и сам по себе Буковски всё равно был бы слишком праведным; понимаете, в смысле „я всё это сделал“. <…> А если так поступает Чинаски, то я, может быть, этого и не делал, понимаете, может, это выдумка». Девяносто девять из ста работ, говорил Буковски, автобиографичны. В ответ на вопрос журналиста о том, где заканчивается Генри Чинаски и начинается Чарльз Буковски, писатель отвечал, что они — практически одно и то же, за исключением мелких виньеток, которыми он украшал своего героя от скуки. Впрочем, Буковски не отрицал, что почти во всех его работах присутствует небольшая доля выдумки.

 Драю там, где надо надраить, и выбрасываю то, что… не знаю. Чистая избирательность. В общем, всё, что я пишу, — по большей части факты, но они ещё приукрашены выдумкой, вывертами туда-сюда, чтобы отделить одно от другого. <…> На девять десятых факта одна десятая выдумки, чтобы всё расставить по местам.— 
Дэвид Стивен Калонн (англ. David Stephen Calonne), исследователь творчества Буковски и редактор нескольких его книг, отмечает, что на протяжении всей жизни главными объектами творчества писателя были классическая музыка, одиночество, алкоголизм, восхищавшие его авторы, сцены из собственного детства, писательство, вдохновение, безумие, женщины, секс, любовь и скачки. Сам писатель, в ходе интервью отвечая на вопрос о центральной теме своей прозы, говорил: «Жизнь — с маленькой „ж“». Буковски отрицал, что пишет непристойности, писатель считал, что многие его работы более корректно будет назвать открывающими неприглядную сторону жизни, ту, на которой он жил сам. «Я жил с алкоголичками; жил почти без денег; не жизнь, а сплошное безумие. Приходится об этом писать». Писатель отмечал, что вдохновение он черпает из прибитых жизнью людей — и именно в них видел свою основную читательскую аудиторию.

### Поэзия и проза

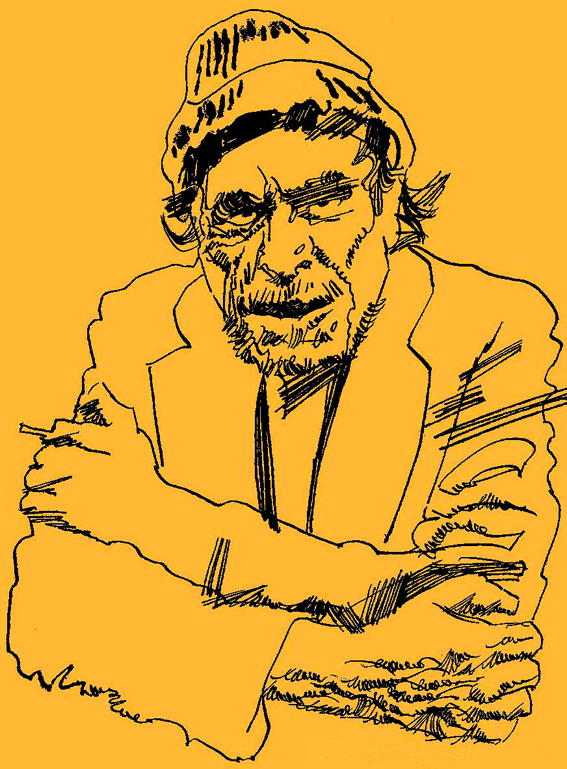
Портрет Чарльза Буковски

В Соединённых Штатах Америки и на территории Европы, где Буковски снискал наибольшую популярность, его преимущественно воспринимают в качестве поэта. Сам автор говорил, что к данной форме пришёл по банальной причине — стихи для него были меньшей тратой времени (по сравнению с рассказами или романами). Буковски говорил, что писать начал не потому, что был сильно хорош, но по причине того, что все прочие, по его мнению, были плохи: «Другим я облегчил задачу. Я их научил, что писать стихи можно так же, как пишешь письмо, что стихотворение даже может развлекать и священное в нём не обязательно». Автор практически не проводил в своих работах различия между прозой и поэзией — для него дело было исключительно в строке. Буковски говорил, что если его писанину выложить одной-единственной строкой, то она будет звучать практически одинаково, он не придавал большого значения форме; для автора линия, разделяющая прозу и поэзию, всегда была только вопросом удобства. Единственным существенным фактором для автора являлось его текущее состояние: он говорил, что мог писать прозу исключительно тогда, когда ему было хорошо, а поэзию — когда плохо.
Основным постулатом творчества Буковски была простота. Писатель говорил: «Именно так я и стараюсь: попроще, без… чем проще, тем лучше. Поэтичность. Перебор поэтичности про звёзды и луну, когда она не к месту, — это просто дурная околесица». Буковски начал писать от того, что современная поэзия его удручала — он находил её фальшивкой и надувательством, поэтому для себя выбрал путь наиболее ясного выражения мыслей, без украшений и лишней поэтики. Литературные критики относят творчество Буковски к направлению «грязный реализм», отличительными чертами которого являются максимальная экономия слов, минимализм в описаниях, большое количество диалогов, отсутствие рассуждений, диктуемый содержанием смысл и особо не примечательные герои.
Также иногда творчество Буковски относят к направлению «Мясная школа» (яркими представителями которого, помимо Буковски, являются Стив Ричмонд и Дуглас Блейзек). Представители данного направления характеризуются агрессивной, «маскулинной» поэзией.